# Amata flavifrons
Amata flavifrons là một loài bướm đêm thuộc phân họ Arctiinae, họ Erebidae.